# Xiejiaji
Xiejiaji (chiń. upr. 谢家集区; chiń. trad. 謝家集區; pinyin Xièjiājí Qū) – dzielnica miasta Huainan w prowincji Anhui we wschodnich Chińskiej Republice Ludowej. Liczba mieszkańców dzielnicy, w 2018 roku, wynosiła około 328000.